# Hässelby SK Fotboll
Hässelby SK Fotboll är en fotbollsförening i Västerort i Stockholm. Hässelby Sportklubb bildades den 23 februari 1913 av ett gäng ungdomar, inspirerade av de Olympiska sommarspelen 1912 i Stockholm.Fotbollsverksamheten startades året därpå, i april 1914, då klubben införskaffade sin första fotboll för 13 kronor.

Bland ledare från Hässelby SK FF genom åren kan nämnas Tore G Brodd som 1951-1962 satt som ordförande för Stockholms Fotbollförbund. Tore skulle avancera vidare till Svenska Fotbollförbundet, och så småningom bli en av Sveriges verkligt stora, tunga ledarnamn alla kategorier.

Idag bildar Hässelby SK Fotboll tillsammans med Hässelby SK (Friidrott), Hässelby SK Innebandy och Hässelby-Kälvesta Hockey alliansföreningen Hässelby Sportklubb.

## Seniorverksamhet

### Herr
Sedan 1916 har Hässelby haft ett representationslag i seriesystemet på herrsidan. Säsongen 1930-1931 är det enda undantaget, då klubben på grund av ekonomiska skäl inte hade möjlighet att ställa upp. Totalt har det blivit sex seriesegrar: säsongerna 1935-36, 1948-49, 1969, 1978, 1989 och 1993. Under säsongen 2017-2019 spelade Hässelbys Herrlag i Division 4 Stockholm, säsongen 2020 görs en omstart i Division 5.

### Dam
Klubbens första damlag bildades 1974. Med undantag för säsongerna 1981, 1983 och 1990 har ett representationslag för Hässelby Dam deltagit i seriesystemet varje år sedan dess. Den största framgången hade laget under säsongen 2016, då de stod som seriesegrare i Division 2 damer Mellersta Svealand redan vid tre återstående spelomgångar. Under säsongen 2020 kommer Hässelbys Damlag att göra en omstart och spela i Division 5, året innan var dom i Division 1.

### Veteran
De äldsta seniorerna har möjlighet att spela i Veteranlaget (Herr) respektive Old Girls (Dam).

## Ungdomsverksamhet[9]
Hässelby SK FF bedriver en ungdomsverksamhet över ett spann på totalt nio årskullar verksamma i 5-manna, 7-manna , 9-manna och 11-manna. 2015 hade klubben ca 1100 registrerade spelare och ledare. Klubben är till största del en breddlagsverksamhet med visionen "Så många som möjligt - så länge som möjligt".Arbetet inom klubben är ideellt och utan den ideella hängivenheten hade inte ungdomsverksamheten varit möjlig. Under 2018 hade Hässelby SK FF drygt 60 lag anmälda i S:t Erikscupen.   
Årliga arrangemang   
Hässelbycupen är en av Stockholms största och äldsta fotbollscuper för barn 7-12 år. Cupen genomfördes första gången 1981 och spelas i augusti varje år. 2018 var det 190 lag anmälda, ca 2000 barn spelar fotboll under Hässelbycupen.   